# تپه الله اکبر
تپه الله اکبر مربوط به دوره ایلخانی - دوره صفوی است و در شهرستان ابهر، بخش سلطانیه، دهستان سلطانیه، ۲۳۰۰ متری شرق روستای حسین‌آباد واقع شده و این اثر در تاریخ ۱۲ دی ۱۳۸۶ با شمارهٔ ثبت ۲۰۴۵۹ به‌عنوان یکی از آثار ملی ایران به ثبت رسیده است.